# Es Pontàs (voie d'escalade)
Pour les articles homonymes, voir Pontas.
Es Pontàs est une voie d'escalade, ouverte dans le dévers de l'arche d'Es Pontàs, un îlot situé sur le territoire de la commune de Santanyí, sur le littoral dans la partie sud-est de l'île de Majorque, dans l'archipel des Îles Baléares en septembre 2007 par le grimpeur américain Chris Sharma. Elle est depuis considérée comme l'une des voies les plus emblématiques et difficiles au monde (cotation 9a/b) dans ce style d'escalade, consistant à grimper des falaises en bord de mer sans autre sécurité que l'eau qui est en dessous.

## Description
Es Pontàs est probablement la voie de psicobloc la plus emblématique au monde, elle doit sa renommée à son extrême difficulté, à ses mouvements dynamiques spectaculaires et à sa situation au sein d'une arche naturelle de 20 m de haut à laquelle elle doit d'ailleurs son nom. 
Entièrement en devers, le crux se situe à 11 m au dessus du niveau de l'eau et consiste en un jeté de plus de 2 m. Ce seul mouvement a nécessité plus de cinquante essais au grimpeur américain Chris Sharma qui a ouvert la voie en septembre 2007.

## Réalisations
Le grimpeur américain Chris Sharma, qui figure parmi les meilleurs grimpeurs au monde dans le domaine de l'escalade libre, ouvre et libère le premier psicobloc dans le neuvième degré. Cette voie reste à ce jour avec la voie Alasha (9a+?) ouverte en 2016 l'une des deux plus difficiles au monde pour cette forme d'escalade.  
La première répétition est réalisée en novembre 2016 par le grimpeur slovène Jernej Kruder et la seconde en octobre 2018 par le grimpeur allemand Jan Hojer. La voie a également été travaillée en 2017 par le grimpeur français Alban Levier. 
Elle a finalement été réalisé pour la quatrième fois le 23 août 2023 par Jakob Schubert qui confirme largement le 9a, le premier crux incluant un mouvement dynamique particulièrement difficile pour l’autrichien. En octobre 2024, Mejdi Schalck et Hannes Van Duysen réalisent respectivement la 6ème et 7ème répétition lors d'un voyage de trois semaines à Majorque.
| no | Grimpeur          | Nationalité | Date              | Commentaires       |
| -- | ----------------- | ----------- | ----------------- | ------------------ |
| 1  | Chris Sharma      | États-Unis  | 25 septembre 2007 | Première ascension |
| 2  | Jernej Kruder     | Slovénie    | 1er novembre 2016 |                    |
| 3  | Jan Hojer         | Allemagne   | 5 octobre 2018    |                    |
| 4  | Jakob Schubert    | Autriche    | 23 aout 2023      |                    |
| 5  | Léo Favot         | France      | 05 octobre 2024   |                    |
| 6  | Hannes Van Duysen | Belgique    | 20 octobre 2024   |                    |
| 7  | Mejdi Schalck     | France      | 23 octobre 2024   |                    |